# Okil Okilow
Okil Ghajbullojewicz Okilow (tadż.: Оқил Ғайбуллоевич Оқилов, ur. 2 lutego 1944 w Leninabadzie) – tadżycki polityk, związany ze środowiskiem politycznym prezydenta Emomaliego Rahmona. Premier Tadżykistanu od 20 grudnia 1999 do 23 listopada 2013. Jest członkiem Ludowo-Demokratycznej Partii Tadżykistanu.